# بسیدا
بسیدا (به عربی: بسیدا) یک روستا در سوریه است که در ناحیه مرکزی معره‌النعمان واقع شده‌است. بسیدا ۱٬۱۸۷ نفر جمعیت دارد.